# 辛壬士禍
辛壬士禍（しんじんしか）又は辛壬の獄（しんじんのごく、朝鮮語: 신축옥사）は、李氏朝鮮20代目の国王・景宗が即位した1年後である1721年から翌年の1722年までの間、党派の老論と少論が王世弟である延礽君(ヨニングン・後の英祖)の冊封問題で衝突した事件である。

## 辛壬の獄
景宗は病弱で息子がいなかった。それで老論は景宗に王世弟冊封を要求し、1721年（景宗1年）王弟延礽君が王世弟に冊封され、さらには老論四大臣は景宗の病気を理由に代理聴政を王世弟に任せると主張し、王はこれを承諾した。